# Bruinstuitspecht
De bruinstuitspecht (Meiglyptes grammithorax) is een vogel uit de familie Picidae (spechten). De soort werd in 1862 door de Franse natuuronderzoeker Alfred Malherbe beschreven. De zebraspecht die alleen op Java voorkomt wordt ook wel als ondersoort van deze soort opgevat.

## Kenmerken
De vogel is 17 tot 18 cm lang. Het is een kleine specht met een korte staart, roodbruine stuit en gebandeerd. De kleur is overwegend donkerbruin met licht okerkleurige streepjes en vooral op de buik meer gestreept. Op de rug en de vleugels is de bandering grof, op de borst veel fijner en op de kop is de streping nog fijner. Het mannetje heeft een vage rode mondstreep.

## Verspreiding en leefgebied
Deze soort komt voor op het schiereiland Malakka en de Grote Soenda-eilanden. De vogels komen voor in diverse typen bos, zowel natuurlijk bos als secundair en aangeplant bos, in laagland onder de 1100 meter boven zeeniveau.

## Status
Deze soort heeft een groot verspreidingsgebied. Hoewel de populaties leiden aan habitatverlies door ontbossing wordt het voorkomen van de soort niet als bedreigd beschouwd.